# Euphorbia famatamboay
Euphorbia famatamboay är en törelväxtart som beskrevs av Francis Friedmann och Georges Cremers. Euphorbia famatamboay ingår i släktet törlar, och familjen törelväxter. IUCN kategoriserar arten globalt som sårbar.

## Underarter
Arten delas in i följande underarter:
- E. f. famatamboay
- E. f. itampolensis